# Mogens Andersen

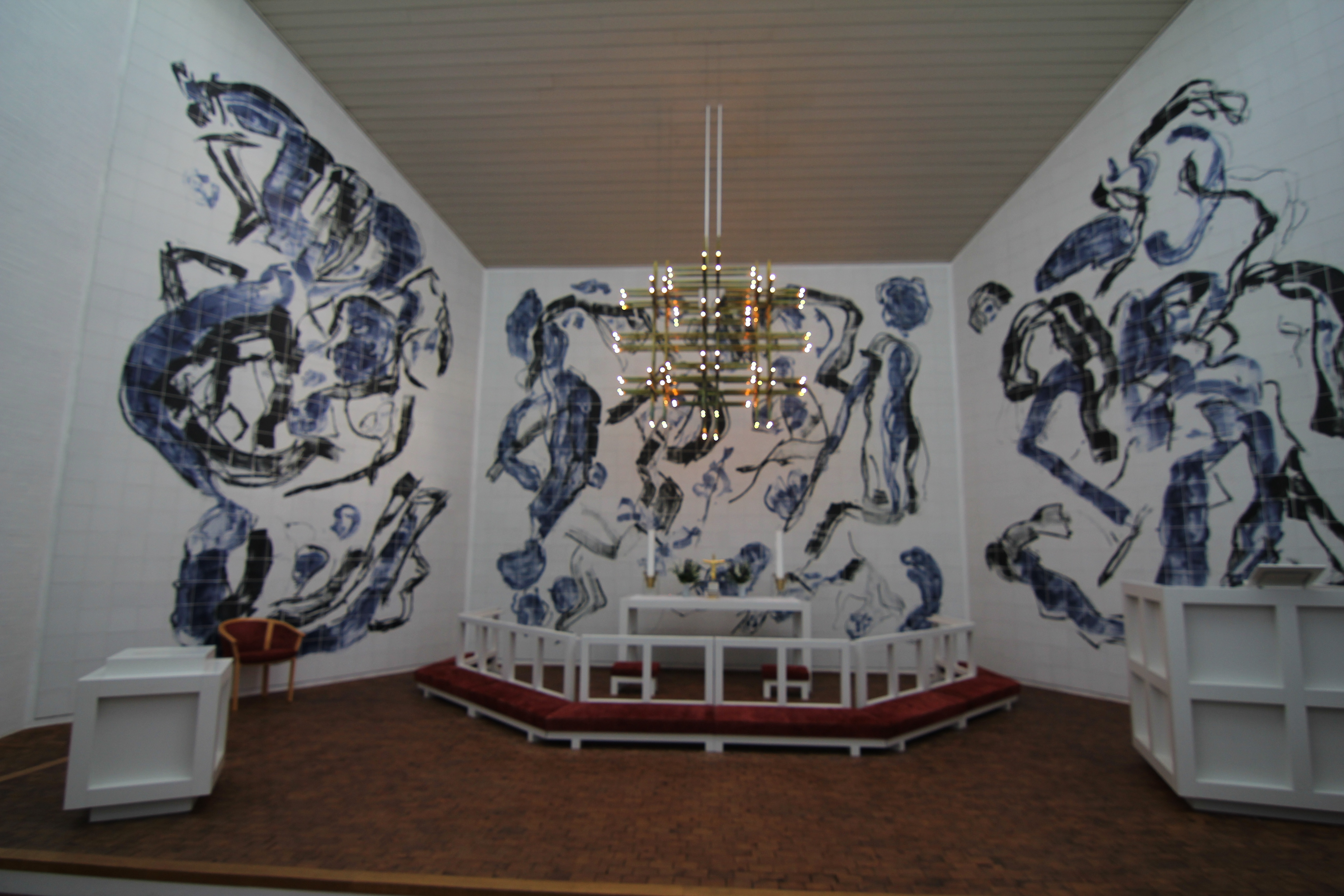
Sejs-Svejbæk kirke 1990

Mogens Andersen, född 1916, död 2003, var en dansk målare.
Mogens Andersen studerade vid Peter Rostrup Bøyesens målarskola i Köpenhamn och därefter i Paris. Han hade efter 1945 kontakt med ledande abstrakta konstnärer i Paris såsom Jean Dewasne och Serge Poliakoff. Hans utveckling gick från fast uppbyggda figur- och stillebenkompositoner till abstrakta bilder av fri, kalligrafisk karaktär. Han utförde ett flertal monumentala väggutsmyckningar, bland annat i Köpenhamns huvudbibliotek 1958 samt i Bochums konstmuseum 1981. 
Mogens Andersen var även verksam som konstskribent och skönlitterär författare. Han fick Eckersbergmedaljen 1949 och Thorvaldsenmedaljen 1984.